# Ядов Сергій Юрійович
Сергій Юрійович Ядов (19 вересня 1971, Одеса, УРСР — 19 липня 1994, Одеса, Україна) — український міліціонер патрульно-постової служби Ленінського районного відділу внутрішніх справ міста Одеси, який загинув унаслідок виконання службового обов'язку в 1994 році.

## Інцидент
19 червня 1994 року близько 11 години ночі по вулиці Моріса Тореза (зараз Рачкова) відбувся напад на подружню пару. Невідомий вимагав у подружжя гроші. Злочинець стріляв (у повітря) з газового пістолета і бив чоловіка та його дружину. На крики про допомогу відгукнулись правоохоронці, які здійснювали чергування поруч. Одним з них був Сергій Ядов. Він почав переслідувати злочинця до скверу, куди той почав тікати. Зрозумівши, що його переслідує правоохоронець, зловмисник дістав бойовий пістолет і зробив кілька пострілів, один з них влучив у живіт міліціонера. У відповідь правоохоронець зробив декілька пострілів у злочинця, цим вбивши його, і одразу втративши свідомість.
Правоохоронця доставили до лікарні із серйозним пораненням, провівши операцію з видалення нирки і серезінки. Звістка про подвиг міліціонера розлетілась по всій Одесі. Колеги, а також небайдужі виявили бажання здати кров, аби врятувати Сергія. Здавалося, що міліціонер одужував, проте через три дні після інциденту, серце молодої людини не витримало.

## Пам'ять
Указом Президента України від 23 серпня 1994 року, сержант міліції Сергій Ядов — був нагороджений посмертно Почесною відзнакою Президента України за вірність присязі, мужність при затриманні озброєного злочинця.
На честь міліціонера було названо вулицю (вул. Сергія Ядова), яка знаходиться на Слобідці і простягається від вулиці Академіка Воробйова до вулиці Хуторської.